# Eleonora Ramírez de Montalvo
Eleonora Ramírez de Montalvo (Génova, 6 de julio de 1602 - Florencia, 10 de agosto de 1659) fue una educadora, religiosa, poeta y mística italiana, fundadora de las Siervas Mínimas de la Santísima Trinidad y de las Siervas mínimas de la Divina Encarnación en 1647 en Florencia.

## Biografía

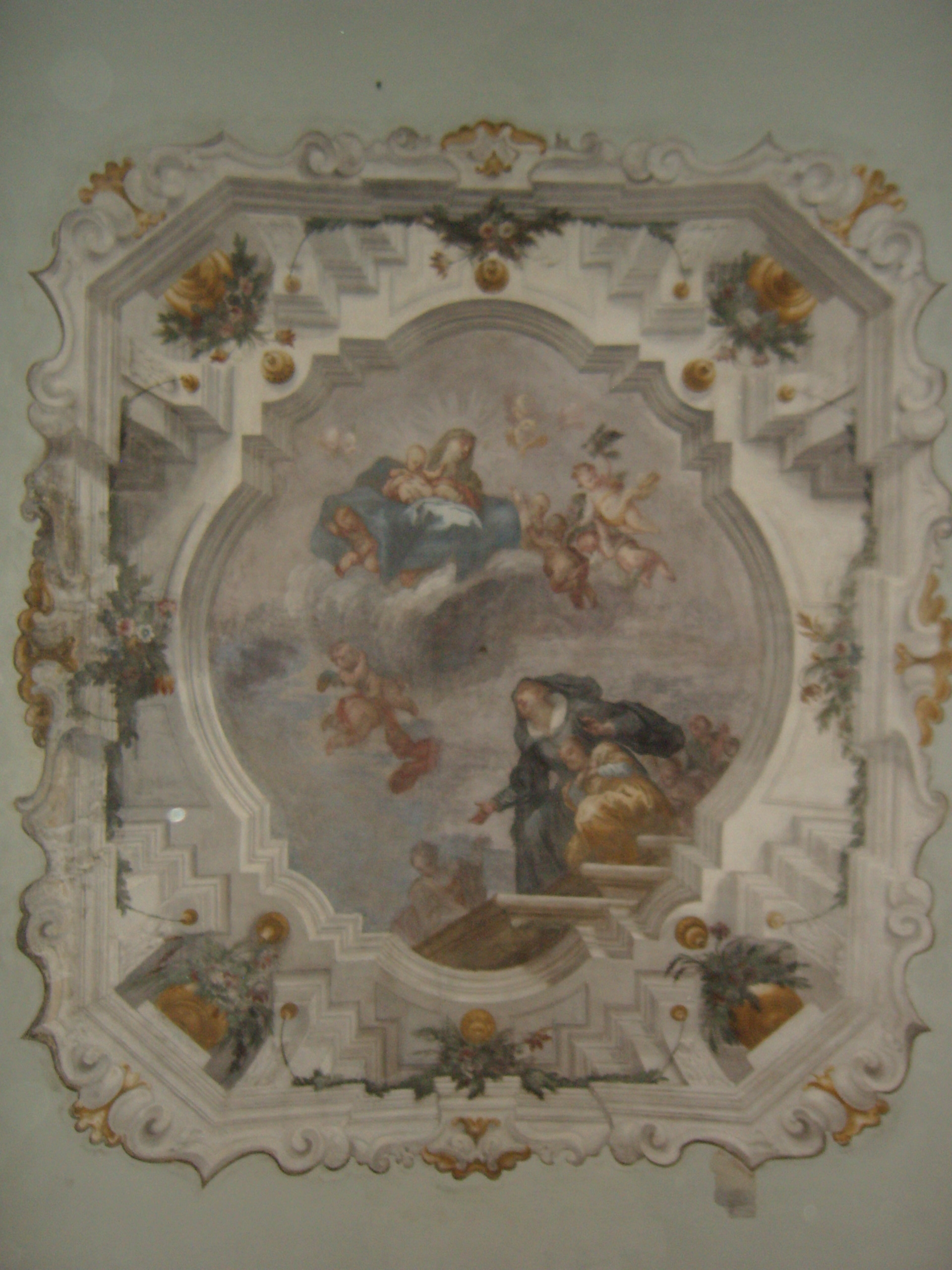
Eleonora Ramírez de Montalvo presenta a la Virgen María a sus Siervas Trinitarias. Fresco en el techo del oratorio de San José de Florencia.

### Origen
Eleonora Ramírez de Montalvo nació en el Gran Ducado de Toscana, en la ciudad de Génova, el 6 de julio de 1602, en el seno de una familia noble procedente del reino de Castilla y radicados en Toscana. Su abuelo, Antonio Ramírez de Montalvo fue servidor del Cardenal Juan Álvarez de Toledo, con quien se trasladó a Italia, dando origen a la familia Ramírez de Montalvo de la región. Sus padres fueron Juan de Antonio Ramírez de Montalvo y su madre Elizabetta Torrebianca. Eleonora fue educada en el monasterio de las clarisas de Santiago en Florencia entre 1611 y 1620.

### Fundadora
Cuando Eleonora cumplió la edad requerida para el matrimonio, sus padres la comprometieron con Orazio Laudi, con quien se casó en 1620. Poco tiempo después del matrimonio Laudi murió. Al enviudar, Eleonora se dedicó a la contemplación y a la atención de la educación de las niñas huérfanas y pobres, para las cuales en 1626 funda la Casa Pía de las niñas del Santísimo Sacramento en Florencia. Para la atención de las niñas, Eleonora Ramírez fundó en 1646 a las Siervas Mínimas de la Santísima Trinidad y las Siervas mínimas de la Divina Encarnación, que en principio fueron congregaciones laicales y que en 1937 se unieron y convirtieron en una congregación religiosa. El instituto fue agregado a la Orden de la Santísima Trinidad por el entonces Ministro general Ignacio Vizcarguénaga en 1974.
En 1647 fundó la Congregación para las niñas de familias nobles y en 1650 el Conservatorio de las Señoras Montalve, con sede en Villa Quete en Florencia, que más tarde servirá de curia general para las religiosas Siervas de la Trinidad.

### Escritora mística

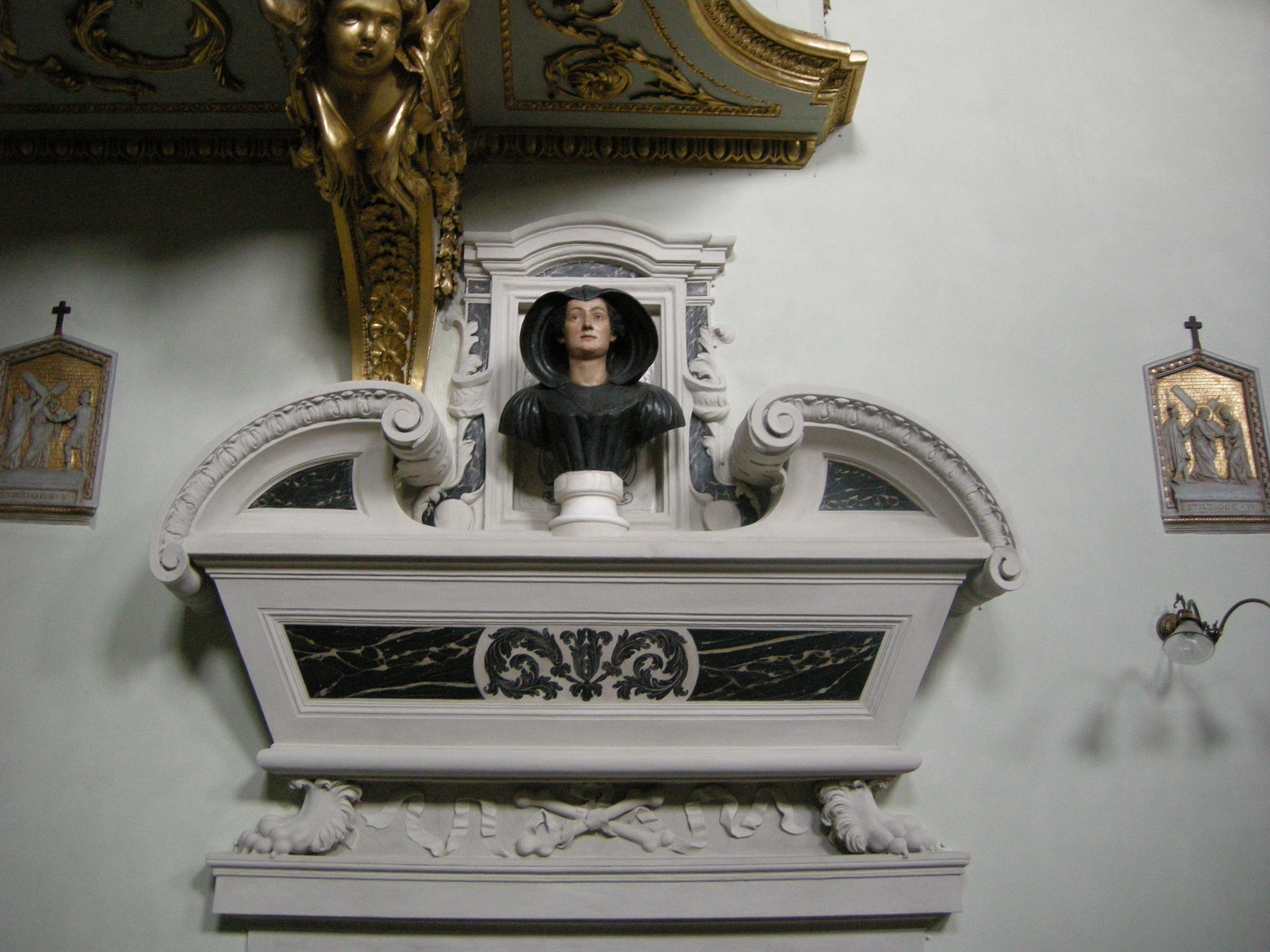
Sepulcro de Eleonora Ramírez, iglesia de la Santísima Trinidad de las montalvas.

Eleonora Ramírez puede considerarse como una mujer que ha tenido una gran experiencia mística consolidada en unos planes de reforma de la Iglesia que debían partir desde la contemplación del misterio de la Santísima Trinidad, incluso escribió al papa Inocencio X una carta donde explicaba cómo desde el renacimiento del culto de la Trinidad podría recobrar fuerza toda la vida cristiana.
La mayor parte de su pensamiento místico se encuentra recogido en una serie de poemas y escritos, inéditos en su mayoría, antes de morir y por mandato de su confesor. Eleonora murió en Florencia el 10 de agosto de 1659. La primera biografía en su honor se realizó solo unos sesenta años después de su muerte, obra del jesuita italiano Matteo Perini, recogiendo algunos escritos precedentes. En su obra, Perini recogió algunos de los poemas de la religiosa.

## Proceso de beatificación
Las Siervas Trinitarias o hermanas Montalve, a la muerte de su fundadora, comenzaron a recoger los datos informativos y los testimonios en pro de un futuro proceso de beatificación, para ello obtuvieron el apoyo de la gran duquesa de Toscana, Victoria della Rovere. Fue declarada venerable por el arzobispo de Florencia Giuseppe Martelli y se prolongó hasta 1987 cuando fue reconocido el título de venerable por el papa Juan Pablo II.